# 12 Pegasi
12 Pegasi är en orange superjätte i stjärnbilden Pegasus.
12 Pegasi har visuell magnitud +5,27 och är synlig för blotta ögat vid normal seeing. Den befinner sig på ett avstånd av ungefär 1400 ljusår.